# Baja danza

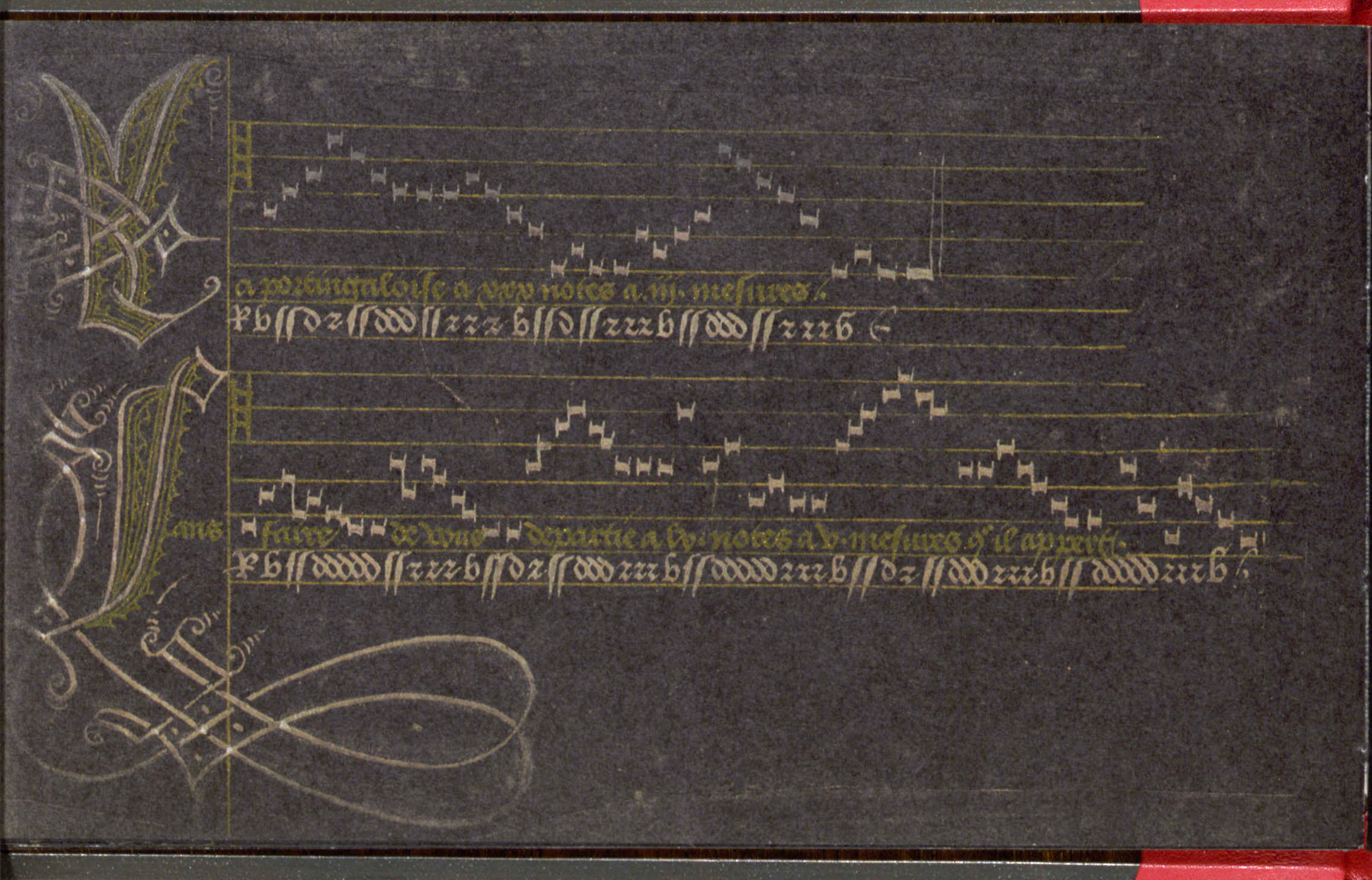
Baja danza "La Portingaloise" en el manuscrito Les basses danses dites de Marguerite d'Autriche (Ms. 9085).

La baja danza (en francés: basse danse; en italiano: bassadanza) fue la danza cortesana más popular durante la Baja Edad Media y el Renacimiento. Alcanzó su apogeo durante el siglo XV especialmente en la corte de Borgoña, y desapareció a partir de mediados del siglo XVI. El término puede aplicarse tanto a la danza como a la composición musical. El vocablo "basse" describe el carácter de esta danza, en la que la pareja de bailarines se deslizan calmado sin dar saltos. La baja danza fue precursora de la pavana como danza procesional. La práctica musical que creció a su alrededor sirvió como campo de experimentación para muchas de las primeras técnicas instrumentales, como las improvisaciones sobre una melodía, las variaciones y la formación de combinaciones tipo suite.

## Historia

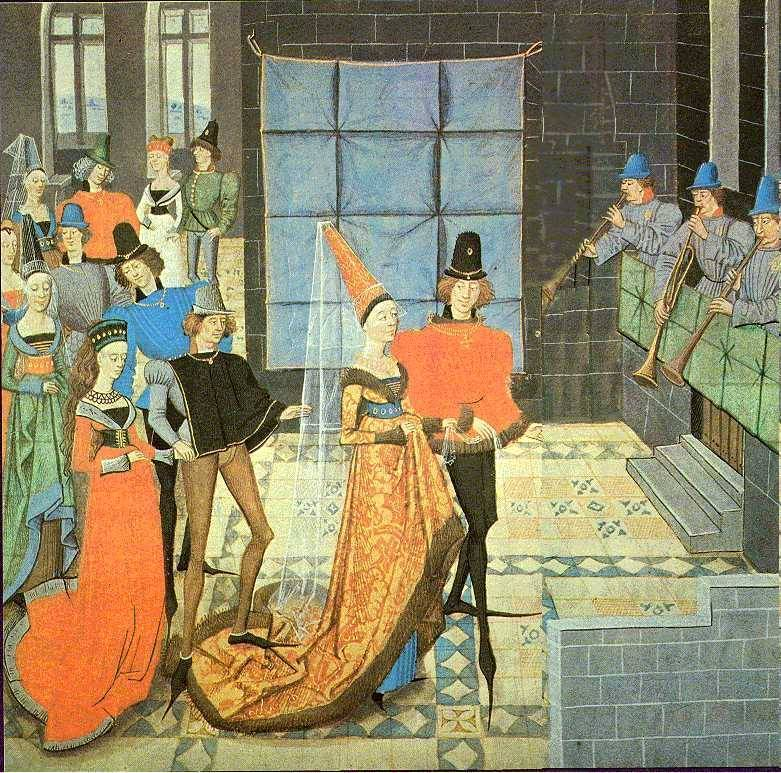
Baja danza cortesana.

El primer registro de una baja danza data de la década de 1320. Si bien no se conservan documentos anteriores al siglo XV que describan pasos y música, el nombre de esta danza aparece citado en un poema en occitano del trovador Raimon de Cornet. Escribió sobre "cansós e bassas dansas" y señala que los juglares las interpretaban.
Alain Chartier en un poema de alrededor de 1415, describió:

«Ses fais comme la dance basse,
Puis va avant, et puis rapasse,
Puis retourne, puis oultrepasse.»

La baja danza alcanzó su punto culminante en la corte de Borgoña bajo los mandatos de Felipe el Bueno y Carlos el Temerario. La principal fuente en la que se conserva el repertorio borgoñón es el manuscrito "Les basses danses dites de Marguerite d'Autriche" ("Las bajas danzas de Margarita de Austria") (Ms. 9085) conservado en la Biblioteca Real de Bélgica en Bruselas. Se trata de un tratado anónimo que recoge tanto los pasos como la música y fue copiado a finales del siglo XV a modo de una retrospectiva de varias décadas. Estrechamente relacionado con este hay otra versión del mismo tratado, que contiene muchas de danzas coincidentes. Fue publicado bajo el título "L'art et instruction de bien danser" ("El arte y la instrucción de danzar bien") por Michel de Toulouze en París hacia 1495. Se conserva en la actualidad en una sola copia en el Royal College of Physicians de Londres.
El manuscrito "Ad suos compagnones studiantes" ("A sus compañeros estudiantes") de Antonius Arena fue publicado en 1538. Es una obra en verso escrita en latín macarrónico, reelaborada en varias ocasiones entre 1520 y 1530. Este manuscrito recoge descripciones detalladas de las basse danse de los siglos XV y XVI, y más brevemente de otras danzas cortesanas como pavana, gallarda, turdión y corrente.

## Coreografía

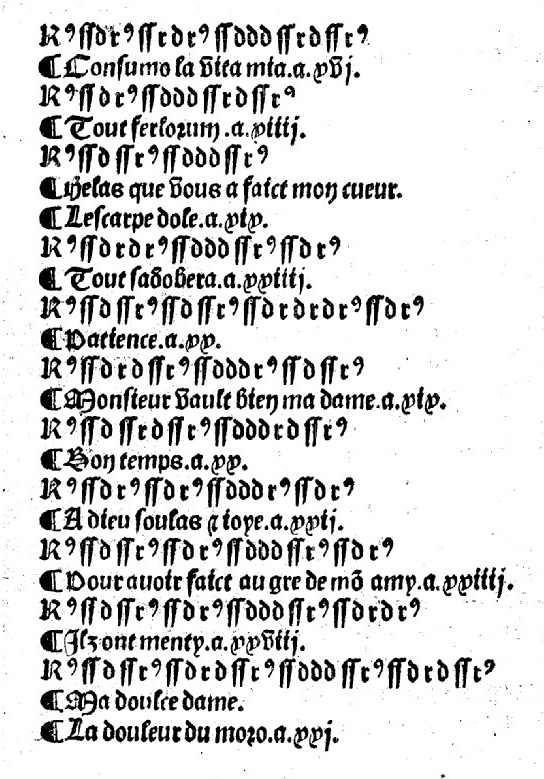
Títulos de bajas danzas y su orden de pasos codificado mediante letras en "Ad suos compagnones studiantes" de Antonius Arena.

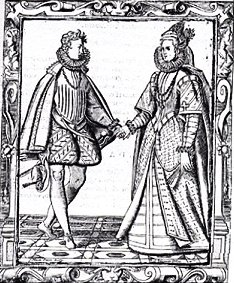
Pareja de baile del libro Le Gratie d'amore 1602, p. 44 del profesor de danza Cesare Negri de Milán.

La basse danse se bailaba en parejas. Se desarrollaron cinco tipos de pasos, codificados mediante su abreviatura en letras para facilitar su registro en los manuscritos:
- R (révérence): es una reverencia que se solía ejecutar empezando por el pie izquierdo, antes o después de la coreografía y tiene lugar en el transcurso de un compás.
- b (branle): en que los bailarines dan un paso a la izquierda, cambiando su peso a la izquierda, y luego cierran de nuevo en dos movimientos en 6
4.
- s (simple): el paso simple, que suele aparecer agrupado por pares (ss), en que los bailarines dan dos pasos (normalmente a la izquierda y luego a la derecha) en el lapso de un compás de 6
4.
- d (doble): el paso doble en que los bailarines dan tres pasos en 3
2. Estos pasos aprovechan la hemiolia de esta danza.
- r (reprise o des marche): en que los bailarines dan un paso atrás y desplazan su peso hacia adelante y luego hacia atrás en tres movimientos en 3
2.

Estos cinco pasos se combinaban en patrones codificados llamados "mesures" o medidas. Varias medidas conformaban una danza completa, siendo algunos bailes de seis medidas con un total de 62 unidades de paso, como en el caso de "Le doulz espoir". Una estructura coreográfica típica implicaba la alternancia de una medida con otra de diferente duración.
La variedad italiana llamada bassadanza fue registrada por maestros de danza italianos como Domenico da Piacenza, Guglielmo Ebreo da Pesaro y Antonio Cornazano. Sus coreografías permitían más libertad en la variedad y secuencia de pasos, así como en el número de participantes. Todas las fuentes, tanto las del norte como las del sur, pusieron gran énfasis en la ligereza y la gracia del movimiento, una cualidad que se lograba al subir y bajar el cuerpo. La naturaleza de esta danza se describe con el vocablo "basse", ya que los danzantes han de moverse con calma y con gracia en un lento movimiento de deslizamiento o de caminar, alzando y bajando sus cuerpos, sin abandonar en ningún momento el suelo. Se trata de una danza de pasos en contraposición a otras danzas de ritmo más animado, como el saltarello o alta dansa, en las que ambos pies se levantan del suelo en forma de saltos o brincos. La baja danza fue precursora de la pavana como danza procesional.
Durante el siglo XVI, la variedad de secuencias de pasos desapareció de las versiones manuscritas y publicadas de esta danza. La coreografía se osificó gradualmente en un patrón único con secuencias de no más de 20 pasos, bajo el nombre basse danse commune. A estas se podían agregar unas secuencias finales de 12 pasos llamadas "moitié" por Antonius Arena, "retour" por Thoinot Arbeau y "recoupe" en una fuente musical "Dixhuit basses danses" ("Dieciocho bajas danzas") de Attaingnant de 1530. La danza francesa que se añadía con más frecuencia tras la basse danse en el siglo XVI fue el turdión que se caracterizaba por movimientos más rápidos, como pequeños saltos. Esta combinación se llevó a cabo debido a sus tempi contrastantes, que eran bailadas junto con otros pares de danzas como pavana–gallarda así como con alemanda–courante.

## Características musicales
El ritmo a menudo se organizaba mediante una combinación de los compases 6
4 y 3
2, permitiendo el uso de hemiolia para dividir los seis tiempos en 3–3 o en 2–2–2. 
Las composiciones más antiguas consistían en canciones basadas en un tenor o cantus firmus. Estas melodías se tomaban típicamente de chanson francesas y la extensión de la coreografía a menudo venida determinada por el verso de la chanson. En la práctica musical, tres o cuatro instrumentistas solían improvisar la polifonía a partir del citado tenor. En otros casos, se escribían varias partes, aunque en aquel tiempo las opciones relativas a la instrumentación se dejaban en manos de los intérpretes.
Desde el punto de vista de la estructura musical la mayoría de bajas danzas eran construidas siguiendo el esquema de una forma binaria, con cada sección repetida AABB. El "N.º 1: Basse danse" de la publicación "Danseries de 4 partes" de Pierre Attaingnant publicado en 1547, es una muestra de ello.

## Compositores y obras
Las más famosas, tal vez, son las bajas danzas reunidas en 1530 por Pierre Attaingnant que hoy permanecen en "The Attaingnant Dance Prints" ("Las publicaciones de danza de Attaingnant") , que incluye las piezas para cuatro voces que solían ser improvisadas añadiendo adornos melódicos. Attaingnant rara vez incluía ornamentación de ese tipo, salvo excepciones como Pavin de Albart, un adorno en la pavana Si je m'en vois.
Basse danses de esta colección han sido revisadas y grabadas por varios conjuntos como Josef Ulsamer & Ulsamer Collegium.